# Miénk itt a tér
Koncz Zsuzsa 1996-os stúdió CD-jének producere és hangszerelője Bornai Tibor. Az albumon található számok a 60-as és 70-es évek generációjának kedvencei; nem csak hajdani Illés/Fonográf-dalok új felvételei, hanem a konkurens Omega/Presser, Metró/Zorán slágerek, de még Cseh Tamás és Bergendy-számok is előfordulnak rajta.

## Az album dalai
1. Az égben lebegő csarnoka (Molnár György – Kóbor János – Sülyi Péter) 3:07
2. Valaki mondja meg (Presser Gábor – Adamis Anna) 3:20
3. A szó veszélyes fegyver (Szörényi Levente – Bródy János) 4:08
4. Miénk itt a tér (Presser Gábor – Adamis Anna) 3:20
5. Szemétdomb (Illés Lajos – Bródy János) 3:24
6. Petróleumlámpa (Presser Gábor – Adamis Anna) 3:08
7. Tangó (Cseh Tamás – Bereményi Géza) 4:22
8. Iskolatáska (Hajdú Sándor – Demjén Ferenc) 3:55
9. Vasárnap délután (Presser Gábor – Sztevanovity Dusán) 5:28
10. Levél a távolból (Szörényi Levente – Bródy János) 4:04
11. Oly nehéz várni (Szörényi Levente – Bródy János) 4:45
12. Várj, míg felkel majd a nap (Lerch István – Demjén Ferenc) 4:14
13. Az 1958-as boogie-woogie klubban (Presser Gábor – Adamis Anna) 2:13
14. Szeretni valakit valamiért (Cipő) 3:20
15. Búcsú (Presser Gábor) 2:54

## Külső hivatkozások
- Információk Koncz Zsuzsa honlapján